# 終電車の死美人
『終電車の死美人』（しゅうでんしゃのしびじん）は、1955年6月21日に公開された日本映画。東映東京撮影所製作・東映配給。主演：宇佐美諄、監督：小林恒夫。モノクロ。

## 概要
東映東京撮影所（以下、東映東京）製作の長期シリーズとなった「警視庁物語シリーズ」計24作品の元祖、また「警視庁物語シリーズ」で培われた伝統とノウハウが『特別機動捜査隊』『特捜最前線』『はぐれ刑事純情派』『相棒』など、東映東京で制作された刑事ドラマに引き継がれたと評される。本作のチーフ助監督を務めたのが「警視庁物語シリーズ」で7本の監督を務めた村山新治。同じく本作に助監督として就いた深作欣二が影響を公言しており、東映現代劇に大きな影響を与えたとされる。
原作は朝日新聞社警視庁担当記者団が書いた『警視庁』で、三鷹行き最終列車の中で殺された若い女性の僅かな所持品から犯人を割り出していく警視庁捜査一課の刑事たちの姿をドキュメンタリータッチで描いている。
日本に於ける映画音楽の草分けとされる紙恭輔が音楽を担当している。

## キャスト
- 阿川捜査一課長：宇佐美諄
- 住田捜査一係長：松本克平
- 三井主任：山形勲
- 田中部長刑事：石島房太郎
- 赤木部長刑事：伊藤久哉
- 長谷川部長刑事：堀雄二
- 坂本部長刑事：福原秀雄
- 甲田刑事：花澤徳衛
- 大野木鑑識課長：曾根秀介
- 久保田刑事：佐原広二
- 渡辺刑事：菅沼正
- 三鷹警察署長：滝謙太郎
- 早川時次郎：東野英治郎
- 高野三郎：南原伸二
- ユキ：星美智子
- 下宿の老人：小島洋々
- 湯浅とし子：大谷怜子
- 湯浅とし子の母親：英百合子
- 丸山守男：朝比奈浩
- ネストのマダム：日野明子
- 駅員：滝島孝二
- 有楽町出札係主任：小杉義隆
- 有楽町出札加藤係員：南川直
- 新宿駅出札係主任：常盤耕二
- 大橋新平：山本麟一
- パチンコ屋の女：谷崎純子
- 喫茶店の女給：中原ひとみ
- 喫茶店の女給：山本節子
- 劇場支配人：岩城力
- 不良昭次：杉義一
- 三鷹の踏切番：桂彰二
- 飲食店の出前持ち：福岡正剛
- 新聞記者A：片山滉
- 新聞記者B：岩上瑛
- マダム：不忍郷子

## スタッフ
- 監督：小林恒夫
- 脚本：白石五郎・森田新
- 原作：朝日新聞社警視庁担当記者団『警視庁』
- 企画：依田一郎・吉野誠一・小川三喜雄
- 撮影：藤井静
- 美術：北川弘
- 音楽：紙恭輔
- 録音：岩田広一
- 照明：元持秀雄

## 同時上映
『天兵童子 第一篇 波濤の若武者』
- 主演：伏見扇太郎 / 監督：内出好吉 / 原作：吉川英治 / 脚本：結束信二

## 作品の評価

### 受賞歴
- 第6回ブルーリボン賞新人賞：小林恒夫（『暴力街』と合わせて）

## 影響
東映は京都太秦に東映京都撮影所（以下、東映京都）、東京練馬に東映東京撮影所と東西に二つの撮影所を持つことでも知られるが、東映創立から人気を博したのは東映京都で製作される時代劇映画で、社会派作品の多い東映東京でヒットした映画はほとんど無かった。東映東京の作品は東映京都製作の時代劇との併映のため、ヒットはあまり関係なかったが、東映時代劇の人気に翳りが見え始めた1960年前後に問題に上がった。第二東映の失敗も重なり、1961年9月に岡田茂が東映東京所長に就任すると、小林恒夫のような古手監督は、映画を演出する機会が減らされた。
岡田がプロデュースした1963年3月封切の『人生劇場 飛車角』が望外の大ヒットを放つと東映東京も任侠路線に切り換えられ、「警視庁物語シリーズ」も終了し、東映ではほとんど社会派映画は作られなくなった。